# Am Freihof 10

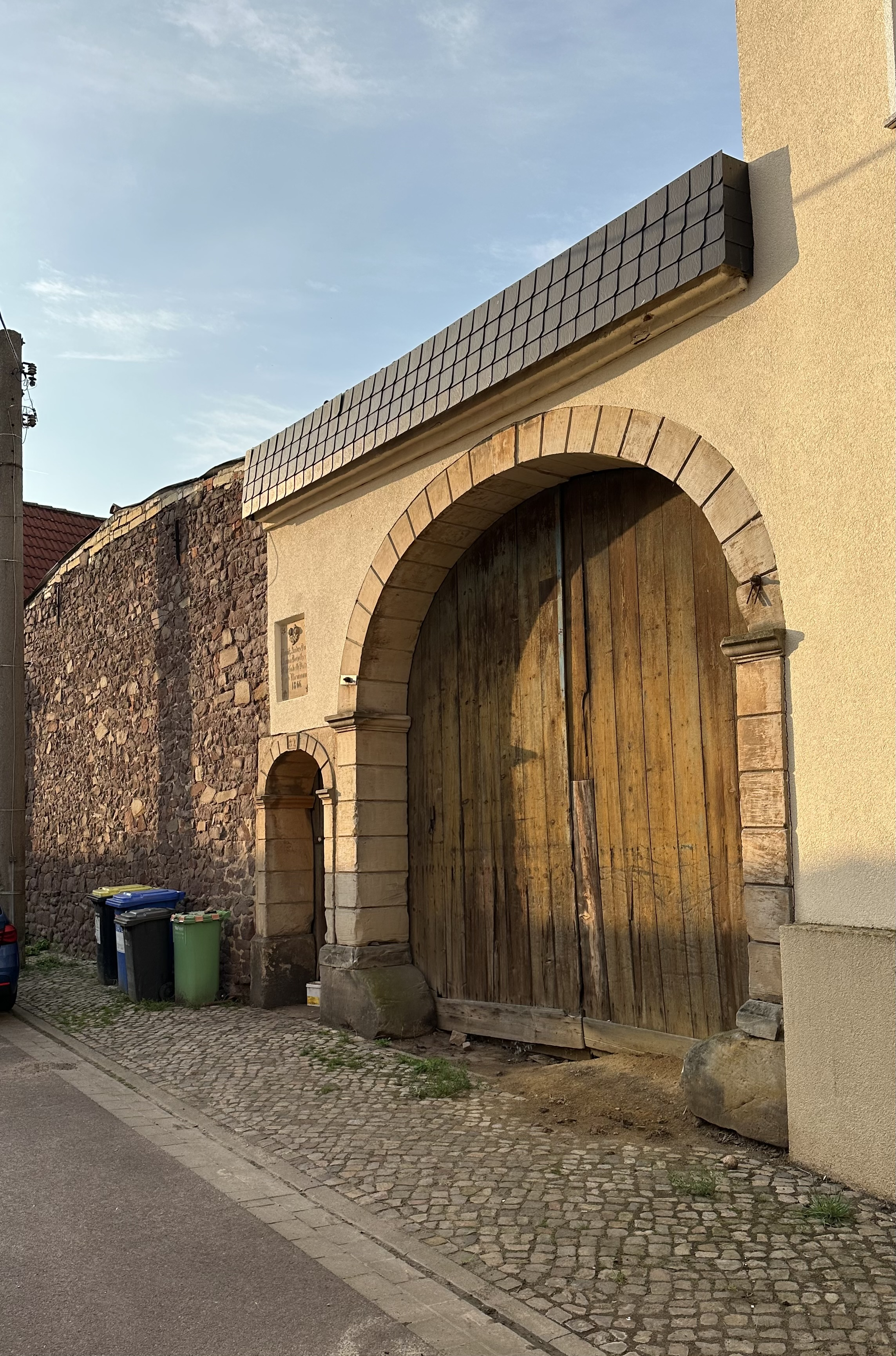
Toranlage Am Freihof 10 im Jahr 2025

Die Toranlage Am Freihof 10 ist ein denkmalgeschütztes Tor im Magdeburger Stadtteil Alt Olvenstedt in Sachsen-Anhalt.

## Lage
Die straßenbildprägende Toranlage befindet sich im Ortszentrum Alt Olvenstedts, auf der Südseite der Straße Am Freihof.

## Architektur und Geschichte
Die repräsentative Doppeltoranlage entstand in der ersten Hälfte des 19. Jahrhunderts. Sie ist sorgfältig gearbeitet und aus Sandsteinquadern errichtet. Die große Durchfahrt ist dabei als Korbbogen gestaltet und aus größeren Quadern gefügt. Sie verfügt über profilierte Kämpfergesimse und Prellsteine. Links hiervon befindet sich eine ähnlich gestaltete Pforte, oberhalb derer eine Inschriftentafel aus dem Jahr 1866 angeordnet ist. Die Tafel wurde anlässlich der Hochzeit der damaligen Eigentümer angebracht.
Im Denkmalverzeichnis des Landes Sachsen-Anhalt ist die Toranlage unter der Erfassungsnummer 094 81884 als Baudenkmal verzeichnet. Die Toranlage ist ein typisches Beispiel solcher Tore, wie sie an den größeren Bauernhöfen der Magdeburger Börde üblich waren.